# Alcuin
Alcuin z Yorku (latinská forma; také Alkuin, Alch-wine, angl. Ealtwine (přítel chrámu)) (735 Northumbrie – 801/804 Tours) byl anglický filozof, anglosaský duchovní, snad z rodiny svobodné, žák arcibiskupa Ecgberta z Yorku, učitel a rádce Karla Velikého, zakladatel a organizátor středověkého školství. Roku 796 se stal opatem v klášteře sv. Martina v Tours, kde setrval až do své smrti.

## Život a přínos
Až do doby Karla Velikého církev podle formule Augustinova Božího státu ignorovala světský stát a jeho zřízení. Až za tohoto velikého franského krále došlo k spolupráci a oboustranně prospěšné vzájemné podpoře, která umožnila rozkvět scholastické filozofie. Alcuin je zakladatelem scholastiky. Karel Veliký, který se zhrozil z všeobecné nevzdělanosti panující v jeho říši, začal zakládat školy a pozval na ně vynikající cizince. Alcuin byl mezi nimi nejznamenitějším. Stal se předním učencem a učitelem na dvoře Karlově a jedním z hlavních architektů karolínské renesance.
Napsal několik prací o gramatice, řadu básní. Zorganizoval vzornou klášterní školu v Tours, která udala směr celému středověkému školství a vzdělání. Ač Alcuin budoval dvorní školu, dal jí církevní charakter. Začal oddělením dialektiky od svobodných umění a udělal z ní speciální vědu nepřímo ztotožňovanou s filozofií jako se schopností systematizovat problémy víry. Je to latinsky naturarum inquisitio, rerum humanarum divinarumque cognitio quantum homini possibile est aestimare (zkoumání přírody a poznání věcí lidských i božích, nakolik je toho člověk schopen).